# Кирил Коларов
Кирил Тодоров Коларов е български общественик и журналист.

## Биография
Кирил Коларов е роден в деня на Съединението на 6 септември 1885 година в град Карнобат. Учи в Земеделското училище в Русе, където влиза в БРСДП. По-късно подкрепя БРСДП (ш. с.). Пише в списание „Ново общество“ (1906 – 1909) и „Съвременна мисъл“ (1910 – 1914 и 1919 – 1920). В 1907 година заедно с Кръстьо Станчев основава вестник „Камбана“, на който е съредактор и финансов организатор до 1908 година. През 1909 - 1910 година е редактор в „Работническа България“. В 1914 година завършва право в Брюксел и в 1915 година става редактор във вестник „Народ“. Убит е в Първата световна война.